# 干潟町
干潟町（ひかたまち）は、千葉県香取郡にあった町。
2005年7月1日に（旧）旭市、海上郡海上町・飯岡町と合併し旭市となったため消滅した。
江戸時代に椿の海の干拓によってできた干潟八万石にあった町であり、農協 (JA) の祖、大原幽学記念館がある。

## 地理

### 隣接していた自治体
- 八日市場市
- 旭市
- 香取郡
  - 山田町
  - 東庄町
- 海上郡
  - 海上町

## 歴史

### 沿革
- 1955年（昭和30年）4月10日 - 古城村、中和村、万歳村が合併して干潟町が発足。
- 1956年（昭和31年）4月15日 - 櫻井地区を東庄町から干潟町へ編入
- 1961年（昭和36年）9月1日 - 東庄町の一部を干潟町へ編入
- 1965年（昭和40年） - 東保育所開設
- 1966年（昭和41年） - 中央保育園開園
- 1967年（昭和42年） - 西保育所開設
- 1974年（昭和49年） - 中央公民館開館
- 1976年（昭和51年） - 学校給食センター開設
- 1982年（昭和57年） - 保険センター開設
- 1985年（昭和60年） - 多目的研修センター開設
- 1986年（昭和61年） - 防災行政無線開始
- 1990年（平成2年） - 大原幽学遺跡史跡公園開園
- 1996年（平成8年） - 大原幽学記念館開館
- 2005年（平成17年）7月1日 - 旭市、海上郡海上町、飯岡町と合併し、改めて旭市を新設'[2]。同日干潟町廃止'[1]。

### 行政区域変遷
- 変遷の年表

| 干潟町町域の変遷（年表） | 干潟町町域の変遷（年表） | 干潟町町域の変遷（年表） |
| 年                       | 月日                     | 旧干潟町町域に関連する行政区域変遷 |
| ------------------------ | ------------------------ | --- |
| 1889年（明治22年）       | 4月1日                   | 町村制施行に伴い、以下の村がそれぞれ発足。 - 古城村 ← 鏑木村・萬力村・秋田村 - 庄内村 ← 清和村・南堀之内村・長部村・米込村・入野村 - 萬歳村 ← 萬歳村・関戸村・溝原村 - 神代村 ← 桜井村・大久保村・舟戸村・東和田村・神田村・小貝野村・窪野谷村・平山村・高部村・大友村 |
| 1890年（明治23年）       | 10月27日                 | 庄内村は改称し中和村になる。 |
| 1955年（昭和30年）       | 4月10日                  | 古城村・中和村・萬歳村が合併し干潟町が発足。 |
| 1955年（昭和30年）       | 7月20日                  | 神代村は笹川町・橘村・東城村とともに合併し、東庄町が発足。 |
| 1956年（昭和31年）       |                          | 東庄町の一部（桜井）は干潟町に編入。 |
| 2005年（平成17年）       | 7月1日                   | 干潟町は旭市・海上郡飯岡町・海上町とともに合併し旭市が発足。干潟町は消滅。 |

- 変遷表

| 干潟町町域の変遷表 | 干潟町町域の変遷表 | 干潟町町域の変遷表  | 干潟町町域の変遷表 | 干潟町町域の変遷表            | 干潟町町域の変遷表                           | 干潟町町域の変遷表  | 干潟町町域の変遷表 |
| 1868年 以前        | 1868年 以前        | 明治元年 - 明治22年 | 明治22年 4月1日    | 明治22年 - 昭和19年           | 昭和20年 - 昭和64年                          | 平成元年 - 現在     | 現在               |
| ------------------ | ------------------ | ------------------- | ------------------ | ----------------------------- | -------------------------------------------- | ------------------- | ------------------ |
|                    | 鏑木村             | 鏑木村              | 古城村             | 古城村                        | 昭和30年4月10日 干潟町                       | 平成30年7月1日 旭市 | 旭市               |
|                    | 萬力村             |                     | 古城村             | 古城村                        | 昭和30年4月10日 干潟町                       | 平成30年7月1日 旭市 | 旭市               |
|                    | 秋田村             |                     | 古城村             | 古城村                        | 昭和30年4月10日 干潟町                       | 平成30年7月1日 旭市 | 旭市               |
|                    | 諸徳寺村           | 明治13年 清和村     | 庄内村             | 明治23年10月27日 中和村に改称 | 昭和30年4月10日 干潟町                       | 平成30年7月1日 旭市 | 旭市               |
|                    | 松沢村             | 明治13年 清和村     | 庄内村             | 明治23年10月27日 中和村に改称 | 昭和30年4月10日 干潟町                       | 平成30年7月1日 旭市 | 旭市               |
|                    | 南堀之内村         |                     | 庄内村             | 明治23年10月27日 中和村に改称 | 昭和30年4月10日 干潟町                       | 平成30年7月1日 旭市 | 旭市               |
|                    | 長部村             |                     | 庄内村             | 明治23年10月27日 中和村に改称 | 昭和30年4月10日 干潟町                       | 平成30年7月1日 旭市 | 旭市               |
|                    | 米込村             |                     | 庄内村             | 明治23年10月27日 中和村に改称 | 昭和30年4月10日 干潟町                       | 平成30年7月1日 旭市 | 旭市               |
|                    | 入野村             |                     | 庄内村             | 明治23年10月27日 中和村に改称 | 昭和30年4月10日 干潟町                       | 平成30年7月1日 旭市 | 旭市               |
|                    | 萬歳村             | 萬歳村              | 萬歳村             | 萬歳村                        | 昭和30年4月10日 干潟町                       | 平成30年7月1日 旭市 | 旭市               |
|                    | 関戸村             |                     | 萬歳村             | 萬歳村                        | 昭和30年4月10日 干潟町                       | 平成30年7月1日 旭市 | 旭市               |
|                    | 溝原村             |                     | 萬歳村             | 萬歳村                        | 昭和30年4月10日 干潟町                       | 平成30年7月1日 旭市 | 旭市               |
|                    | 桜井村             | 桜井村              | 神代村 の一部      | 神代村の一部                  | 昭和30年7月20日 東庄町 昭和31年 干潟町に編入 | 平成30年7月1日 旭市 | 旭市               |

## 交通

### 鉄道
町内を鉄道は通っていない。最寄り駅は、東日本旅客鉄道（JR東日本）総武本線干潟駅および旭駅。なお、町名と同じ名称の干潟駅は干潟町内にはなく、旭市（2005年合併後は、旭市における旭地区）に属している。

### 道路
- 主要地方道
  - 千葉県道28号旭小見川線
  - 千葉県道56号佐原椿海線
  - 千葉県道74号多古笹本線
  - 千葉県道70号大栄栗源干潟線
- 一般国道
  - 千葉県道114号八日市場山田線
  - 千葉県道149号八日市場府馬線
  - 千葉県道266号旭笹川線

## 施設
- 千葉県東部総合運動場

## 観光
- 大原幽学遺跡史跡公園 - 1988年（昭和63年）11月17日に大原幽学ゆかりの農家・旧林家住宅を復元[6][7]。1990年（平成17年）5月10日に周辺約4ヘクタールを整備して大原幽学遺跡史跡公園として開園した[8]。